# پگی شنون
پگی شنون (انگلیسی: Peggy Shannon؛ ۱۰ ژانویهٔ ۱۹۰۷ – ۱۱ مهٔ ۱۹۴۱) یک هنرپیشه اهل ایالات متحده آمریکا بود. وی بین سال‌های ۱۹۲۳ تا ۱۹۴۰ میلادی فعالیت می‌کرد.